# NGC 1267
NGC 1267 est une galaxie elliptique située dans la constellation de Persée. Elle a été découverte par l'astronome prussien Heinrich d'Arrest en 1863.

## Caractéristiques
Sa vitesse par rapport au fond diffus cosmologique est de5 128 ± 11 km/s, ce qui correspond à une distance de Hubble de 75,6 ± 5,3 Mpc (∼247 millions d'al).

## Groupe de NGC 1275
NGC 1267 fait partie du groupe de NGC 1275 qui compte au moins 48 membres dont NGC 1224, NGC 1270, NGC 1273, NGC 1275, NGC 1277, NGC 1279, IC 288, IC 294, IC 310 et IC 312. Le groupe de NGC 1275 fait partie de l'amas de Persée (Abell 426).